# Motocyklowe Grand Prix Malezji
Motocyklowe Grand Prix Malezji - eliminacja Mistrzostw Świata Motocyklowych Mistrzostw Świata rozgrywana od 1991. Wyścigi odbywały się na torach Shah Alam Circuit, Johor Circuit od 1999 na Sepang.

## Lista zwycięzców
| Rok  | Data                              | Moto3               | Moto2            | MotoGP            |
| ---- | --------------------------------- | ------------------- | ---------------- | ----------------- |
| 2020 | 30 października-01 listopada 2020 | Odwołany            | Odwołany         | Odwołany          |
| 2019 | 01-03 listopada 2019              | Lorenzo Dalla Porta | Brad Binder      | Maverick Viñales  |
| 2018 | 02-04 listopada 2018              | Jorge Martín        | Luca Marini      | Marc Márquez      |
| 2017 | 27-29 października 2017           | Joan Mir            | Miguel Oliveira  | Andrea Dovizioso  |
| 2016 | 28-30 października 2016           | Francesco Bagnaia   | Johann Zarco     | Andrea Dovizioso  |
| 2015 | 23-25 października 2015           | Miguel Oliveira     | Johann Zarco     | Dani Pedrosa      |
| 2014 | 24-26 października 2014           | Efrén Vázquez       | Maverick Viñales | Marc Márquez      |
| 2013 | 11-13 października 2013           | Luis Salom          | Esteve Rabat     | Dani Pedrosa      |
| 2012 | 19-21 października 2012           | Sandro Cortese      | Alex De Angelis  | Dani Pedrosa      |
| Rok  | Data                              | 125 cm³             | Moto2            | MotoGP            |
| 2011 | 21-23 października 2011           | Maverick Viñales    | Thomas Lüthi     | wyścig odwołano   |
| 2010 | 8-10 października 2010            | Marc Márquez        | Roberto Rolfo    | Valentino Rossi   |
| Rok  | Data                              | 125 cm³             | 250 cm³          | MotoGP            |
| 2009 | 17-25 października 2009           | Julián Simón        | Hiroshi Aoyama   | Casey Stoner      |
| 2008 | 17-19 października 2008           | Gabor Talmacsi      | Alvaro Bautista  | Valentino Rossi   |
| 2007 | 19-21 października 2008           | Gabor Talmacsi      | Hiroshi Aoyama   | Casey Stoner      |
| 2006 | 8-10 września 2006                | Alvaro Bautista     | Jorge Lorenzo    | Valentino Rossi   |
| 2005 | 23-25 września 2005               | Thomas Lüthi        | Casey Stoner     | Loris Capirossi   |
| 2004 | 8-10 października 2004            | Casey Stoner        | Daniel Pedrosa   | Valentino Rossi   |
| 2003 | 10-12 października 2003           | Daniel Pedrosa      | Toni Elías       | Valentino Rossi   |
| 2002 | 11-13 października 2002           | Arnaud Vincent      | Fonsi Nieto      | Max Biaggi        |
| Rok  | Data                              | 125 cm³             | 250 cm³          | 500 cm³           |
| 2001 | 19-21 października 2001           | Youichi Ui          | Daijiro Kato     | Valentino Rossi   |
| 2000 | 31 marca-2 kwietnia 2000          | Roberto Locatelli   | Shinya Nakano    | Kenny Roberts Jr. |
| 1999 | 16-18 kwietnia 1999               | Masao Azuma         | Loris Capirossi  | Kenny Roberts Jr. |
| 1998 | 17-19 kwietnia 1998               | Noboru Ueda         | Tetsuya Harada   | Michael Doohan    |
| 1997 | 11-13 kwietnia 1997               | Valentino Rossi     | Max Biaggi       | Michael Doohan    |
| 1996 | 29-31 marca 1996                  | Stefano Perugini    | Max Biaggi       | Luca Cadalora     |
| 1995 | 31 marca-2 kwietnia 1995          | Garry McCoy         | Max Biaggi       | Michael Doohan    |
| 1994 | 8-10 kwietnia 1994                | Noboru Ueda         | Max Biaggi       | Michael Doohan    |
| 1993 | 2-4 kwietnia 1993                 | Dirk Raudies        | Nobuatsu Aoki    | Wayne Rainey      |
| 1992 | 16-19 kwietnia 1992               | Alessandro Gramigni | Luca Cadalora    | Michael Doohan    |
| 1991 | 27-29 września 1991               | Loris Capirossi     | Luca Cadalora    | John Kocinski     |